# Musée d'Eemilä
Le musée d’Eemilä (finnois : Eemilän kotimuseo)  est une maison-musée situé dans le village Hiltulanlahti de Kuopio en Finlande,.

## Présentation
Le musée est situé a proximité de la route nationale 5, au bord de l'Humalajoki, à la limite de Leppävirta et Kuopio. 
Le musée est la propriété privée d'Anneli et Martti Sikanen. 
La ferme fait partie d'un domaine plus vaste, mais les terres appartiennent à la famille de la grand-mère de l'hôte, depuis le grand remembrement de 1788.

## Exposition
Le musée expose une collection d'environ 2 500 objets. 
La plupart des objets proviennent des maisons d'enfance de l'hôte, des voisins, des parents, des amis, des connaissances.
Dans la cour de la ferme, il y a une clôture artisanale, une grange.
Sont exposés la foresterie, l'élevage de chevaux, les véhicules et engins agricoles pour chevaux, l'agriculture, la chasse, la pêche et les sports. 
Il y a des outils d'un cordonnier et d'un menuisier, et des instruments pour le tissage et la lessive.
Les objets racontent la vie des paysans sur cinq générations du début du XIXème siècle aux années 1970. 
Leur vie a été modeste, gagné grâce à un travail acharné dans les forêts et aux champs. 
Usant d'ingéniosité, des outils ont été fabriqués pour fabriquer des objets de première nécessité.